# Bailarina (calzado)

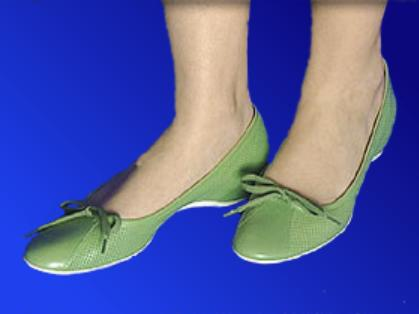
Bailarinas

La bailarina es un tipo de zapato femenino plano, muy sencillo y con el escote redondeado. El origen de la palabra se encuentra en el calzado usado por las bailarinas de ballet. Una variedad de bailarinas son las manoletinas. En este caso, el término procede del matador de toros, Manolete, por su similitud con el calzado utilizado por los toreros.

## Características
Las bailarinas se caracterizan por su punta redondeada y se considera un calzado de gran comodidad para llevar por ciudad. El origen de la bailarina hay que encontrarlo en el ballet clásico como imitación a las zapatillas que han venido utilizando las bailarinas en sus representaciones desde principios del siglo XIX. Las bailarinas han sido un calzado utilizado en diferentes épocas del siglo XX. Así, se trata de un complemento tradicional en la moda juvenil de los años 50. Sin embargo, se pueden considerar un tipo de zapato atemporal. Hoy día, sigue siendo incluido en sus colecciones de temporada por numerosos diseñadores modernos.

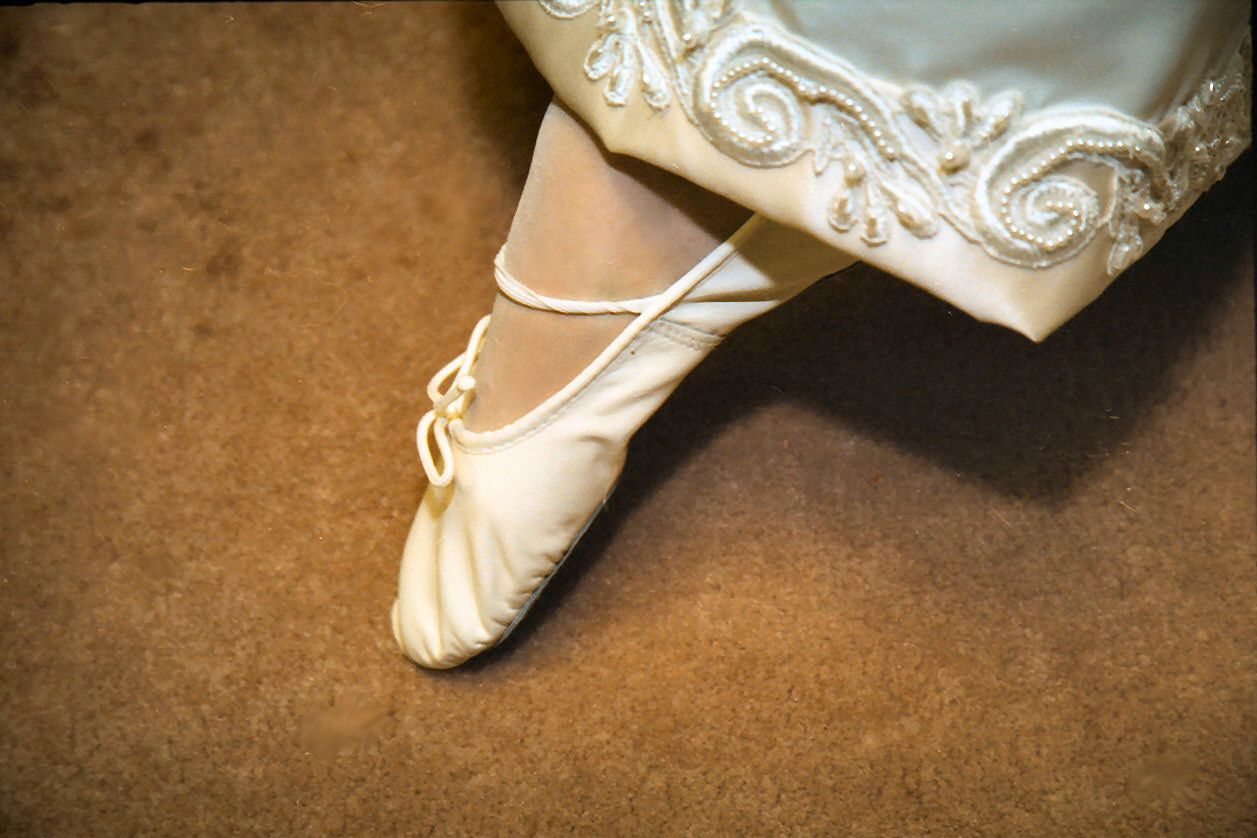
Zapatilla de ballet origen de la bailarina

Dada su configuración plana, se recomienda llevar las bailarinas para caminar superficies lisas y evitar utilizarlas para paseos por el campo o terrenos rugosos. Se trata de un calzado que combina con todo tipo de ropa: jeans, faldas, vestidos, pantimedias, etc. y son apropiadas tanto para situaciones formales como informales. Las bailarinas se confeccionan en gran variedad de colores y diseños: lisas, a cuadros, a rayas, etc. Algunas están decoradas con lazos, pompones o, incluso, pedrería en su parte frontal. Para ajustarlas al pie, existen modelos provistos de tiras o gomas elásticas. También es posible encontrar bailarinas abiertas por detrás, de aire deportivo e, incluso, modelos con algo de tacón para ocasiones de vestir.